# Zoey Leigh Peterson
Pour les articles homonymes, voir Leigh et Peterson.
Zoey Leigh Peterson est une écrivaine transgenre américano-canadienne.

## Biographie
Née en Angleterre, Zoey Leigh Peterson a grandi aux États-Unis. Elle y a vécu pendant 10 ans dans une maison communautaire dans la ville de Philadelphie, où elle écrivait et chantait avec le groupe de musique punk local, Freemartin.
Elle habite au Canada dans la ville de Vancouver depuis 20 ans, où elle exerce le métier de bibliothécaire.

## Carrière littéraire

### Œuvres
Next year, for sure, son premier roman, a été publié en 2017 par Doubleday Canada (en). Créé à partir de deux de ses histoires courtes, "Next year, for sure" et "Sleep World", il raconte l'histoire de Chris et Kathryn, un couple de longue date qui se retrouve bousculé par l'arrivée d'une jeune femme, Emily, dans la vie de Chris.

### Distinctions
Son roman Next year, for sure figurait sur la liste de présélection du Prix Giller en 2017. Il était également finaliste du Prix Ethel Wilson Fiction en 2018, ainsi que du Prix Lambda Literary Awards dans la catégorie fiction bisexuelle. 